# Campeonato Mundial de Rugby M19 División B de 1976
El Campeonato Mundial de Rugby M19 División B de 1976 se disputó en Francia y fue la primera edición del torneo en categoría M19.

## Equipos participantes
- Selección juvenil de rugby de Polonia
- Selección juvenil de rugby de Portugal
- Selección juvenil de rugby de Yugoslavia

## Tabla de posiciones
| Pos. | Equipo     | Encuentros | Encuentros | Encuentros | Encuentros | Tantos  | Tantos    | Tantos     | Puntos Totales |
| Pos. | Equipo     | jugados    | ganados    | empatados  | perdidos   | a favor | en contra | diferencia | Puntos Totales |
| ---- | ---------- | ---------- | ---------- | ---------- | ---------- | ------- | --------- | ---------- | -------------- |
| 1    | Portugal   | 2          | 2          | 0          | 0          | 92      | 6         | + 86       | 6              |
| 2    | Polonia    | 2          | 1          | 0          | 1          | 34      | 59        | - 25       | 4              |
| 3    | Yugoslavia | 2          | 0          | 0          | 2          | 23      | 84        | - 61       | 2              |

|  | Campeón |

#### Resultados
| 14 de abril | Portugal | 42 - 0 | Polonia |  |  |

| 16 de abril | Polonia | 34 - 7 | Yugoslavia |  |  |

| 18 de abril | Portugal | 50 - 6 | Yugoslavia |  |  |

| Bandera de Portugal |
| Campeón Portugal    |
| Primer título       |